# Максимовский переулок

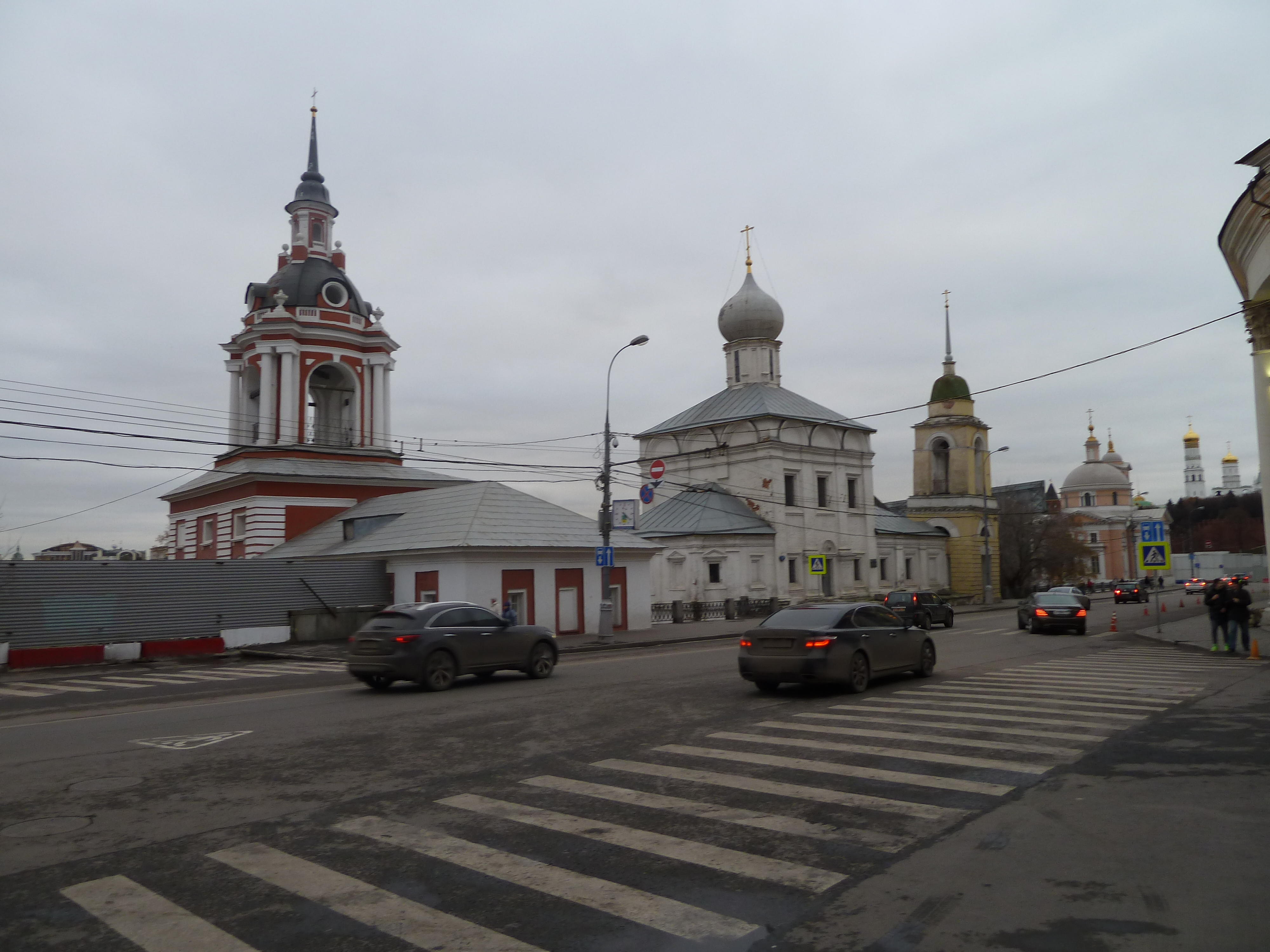
Улица Варварка. Слева направо: колокольня Знаменского монастыря, церковь Максима Исповедника, храм Великомученицы Варвары. Максимовский переулок начинался между церковью Максима Исповедника и колокольней Знаменского монастыря

Максимовский переулок — переулок в центре Москвы в районе Зарядье, существовавший до середины 1960-х годов между улицей Варваркой и Елецким переулком.

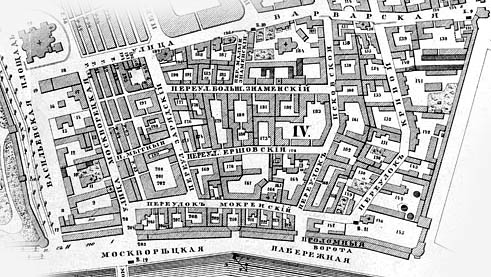
Переулки Зарядья (фрагмент плана Городской части из Атласа Москвы А. Хотева 1853 года)

## Происхождение названия
Назван по церкви Максима Исповедника, другое название — Малый Знаменский — от Знаменского монастыря.

## Описание
Переулок спускался от Варварки между церковью Максима Исповедника и колокольней Знаменского монастыря. Заканчивался пересечением с Елецким переулком.